# Rasputin (серия комиксов)
Rasputin — серия комиксов, которую в 2014—2015 годах издавала компания Image Comics.

## Синопсис
Главным героем является Григорий Распутин. Сначала его отравили, затем избили, зарезали, выстрелили в голову, связали и бросили в замёрзшую реку.

### Выпуски
| №  | Дата выхода      | Оценка на Comic Book Roundup    | Предполагаемый объём продаж (первый месяц) |
| -- | ---------------- | ------------------------------- | ------------------------------------------ |
| 1  | 29 октября 2014  | 8,4 из 10 на основе 28 рецензий | 21 373, позиция в Северной Америке — 133   |
| 2  | 26 ноября 2014   | 8,4 из 10 на основе 12 рецензий | 11 693, позиция в Северной Америке — 173   |
| 3  | 24 декабря 2014  | 8,8 из 10 на основе 6 рецензий  | 9 775, позиция в Северной Америке — 211    |
| 4  | 28 января 2015   | 8,1 из 10 на основе 8 рецензий  | 9 264, позиция в Северной Америке — 187    |
| 5  | 25 февраля 2015  | 8 из 10 на основе 8 рецензий    | 8 723, позиция в Северной Америке — 205    |
| 6  | 24 июня 2015     | 8,4 из 10 на основе 6 рецензий  | 8 017, позиция в Северной Америке — 211    |
| 7  | 29 июля 2015     | 6,9 из 10 на основе 5 рецензий  | 6 996, позиция в Северной Америке — 261    |
| 8  | 26 августа 2015  | 7,7 из 10 на основе 3 рецензий  | 6 618, позиция в Северной Америке — 244    |
| 9  | 30 сентября 2015 | 5,5 из 10 на основе 2 рецензий  | 6 021, позиция в Северной Америке — 275    |
| 10 | 4 ноября 2015    | 6,7 из 10 на основе 2 рецензий  | 5 802, позиция в Северной Америке — 259    |

### Сборники
| Название                              | Тип            | Дата выхода    | Собранный материал | Кол-во страниц | ISBN                       | Предполагаемый объём продаж (первый месяц) |
| ------------------------------------- | -------------- | -------------- | ------------------ | -------------- | -------------------------- | ------------------------------------------ |
| Vol. 1: The Road to the Winter Palace | Мягкая обложка | 24 июня 2015   | Rasputin #1-5      | 184            | 978-1632152671, 1632152673 | 1 854, позиция в Северной Америке — 51     |
| Vol. 2: The Road to the White House   | Мягкая обложка | 27 января 2016 | Rasputin #6-10     | 136            | 978-1632156334, 1632156334 | 1 174, позиция в Северной Америке — 83     |

## Отзывы
На сайте Comic Book Roundup серия имеет оценку 7,7 из 10 на основе 80 рецензий. Мэтт Литтл из Comic Book Resources писал, что «несмотря на недостатки истории, рисунки Россмо прекрасны». Кэт Вендетти из Newsarama дала первому выпуску 9 баллов из 10 и посчитала, что «это мощное начало». Чейз Магнетт из ComicBook.com поставил дебюту оценку «B» и отметил, что авторы «используют одного из самых интересных персонажей в истории, чтобы создать произведение, которое также идеально вписывается в сезон Хэллоуина». Мэт Эльфринг вручил первому выпуску 5 звёзд из 5 и подчеркнул, что «если вам интересна историческая фантастика, или вы любите Proof, или просто хотите почитать что-нибудь действительно классное, то Rasputin — это то, что вам нужно». Крис Гэлвин из ComicsVerse, обозревая последний выпуск, похвалил Райли Россмо.